# Клірфілд (округ, Пенсільванія)
Шаблон:StateAbbr_ 41°00′ пн. ш. 78°28′ зх. д. / 41° пн. ш. 78.47° зх. д.
Округ  Клірфілд (англ. Clearfield County) — округ (графство) у штаті  Пенсільванія, США. Ідентифікатор округу 42033.

## Історія
Округ утворений 1822 року.

## Демографія
За даними перепису 
2000 року 
загальне населення округу становило 83382 осіб, зокрема міського населення було 38298, а сільського — 45084.
Серед мешканців округу чоловіків було 41581, а жінок — 41801. В окрузі було 32785 домогосподарств, 22926 родин, які мешкали в 37855 будинках.
Середній розмір родини становив 2,94.
Віковий розподіл населення поданий у таблиці:
| Стать    | До 15 років | 15-21 | 22-29 | 30-39 | 40-49 | 50-65 | 65-85 | Понад 85 |
| -------- | ----------- | ----- | ----- | ----- | ----- | ----- | ----- | -------- |
| Чоловіки | 7961        | 3914  | 3984  | 6459  | 6648  | 6867  | 5234  | 514      |
| Жінки    | 7539        | 3321  | 3599  | 5819  | 6133  | 7044  | 7124  | 1222     |

## Суміжні округи
- Елк — північ
- Камерон — північ
- Клінтон — північний схід
- Сентр — схід
- Блер — південний схід
- Кембрія — південь
- Індіана — південний захід
- Джефферсон — захід

## Виноски
1. ↑  U.S. Decennial Census. United States Census Bureau. Архів оригіналу за 26 квітня 2015. Процитовано 6 березня 2015.
2. ↑  Historical Census Browser. University of Virginia Library. Архів оригіналу за 26 грудня 2013. Процитовано 6 березня 2015.
3. ↑  Forstall, Richard L., ред. (24 березня 1995). Population of Counties by Decennial Census: 1900 to 1990. United States Census Bureau. Архів оригіналу за 20 березня 2015. Процитовано 6 березня 2015.
4. ↑  Census 2000 PHC-T-4. Ranking Tables for Counties: 1990 and 2000 (PDF). United States Census Bureau. 2 квітня 2001. Архів оригіналу (PDF) за 18 грудня 2014. Процитовано 6 березня 2015.
5. ↑  State & County QuickFacts. United States Census Bureau. Архів оригіналу за 6 червня 2011. Процитовано 16 листопада 2013.(англ.) Наведено за англійською вікіпедією.
6. ↑  American FactFinder. Бюро перепису населення США. Архів оригіналу за 29 липня 2011. Процитовано 31 січня 2008.

| США | Це незавершена стаття з географії США. Ви можете допомогти проєкту, виправивши або дописавши її. |